# Úder svobody
Úder svobody (v anglickém originále Freedom Strike) je americký dramatický film z roku 1998. Režisérem filmu je Jerry P. Jacobs. Hlavní role ve filmu ztvárnili Michael Dudikoff, Tone Loc, Felicity Waterman, Jay Anthony a James Karen.

## Obsazení
| Michael Dudikoff  | Tom Dickson        |
| Tone Loc          | Tyler Haynes       |
| Felicity Waterman | Maddie Reese       |
| Jay Anthony       | Rama               |
| James Karen       | prezident Mitchell |
| Michael Fairman   | generál Porter     |
| Nicolas Coster    | admirál Torrance   |
| Frank Roman       | Casey Billups      |